# マズッラス
マズッラス（イタリア語: Masullas）は、イタリア共和国サルデーニャ自治州オリスターノ県にある、人口約1,000人の基礎自治体（コムーネ）。

## 地理

### 位置・広がり

#### 隣接コムーネ
隣接するコムーネは以下の通り。
- ゴンノスコディーナ
- ゴンノストラマッツァ
- モーゴロ
- モルゴンジョーリ
- ポンプ
- シーマラ
- シーリス
- ウーラス